# Peter Pett en de Sovereign of the Seas
Peter Pett en de Sovereign of the Seas is een schilderij van de Nederlandse schilder Peter Lely, dat deel uitmaakt van de verzameling van het National Maritime Museum in het Londense stadsdeel Greenwich.

## Voorstelling
Op het schilderij staat links afgebeeld het Engelse oorlogsschip de Sovereign of the Seas, dat van 1635 tot 1637 op persoonlijk bevel van koning Karel I gebouwd werd. Met 102 kanonnen aan boord was ze het meest slagvaardige oorlogsschip ter wereld. De bouwer van het schip, Peter Pett, rechts afgebeeld, was van 1647 tot 1667 leidinggevende van de scheepswerf in Chatham. Het schip werd twee keer gerenoveerd: in 1660, toen haar naam veranderd werd in de Royal Sovereign, en in 1685. In 1696 brandde ze per ongeluk af, toen ze in Chatham wachtte op haar derde opknapbeurt.

## Toeschrijving
De huidige datering en toeschrijving van het werk dateert pas van 1963. Men gaat er nu van uit dat Lely verantwoordelijk is voor het portret van Pett en dat een andere, onbekende schilder het zeegezicht voor zijn rekening nam. Van de 18de eeuw tot 1930 werd het hele schilderij toegeschreven aan Willem van de Velde de Oude. De Sovereign of the Seas is op het werk echter afgebeeld in haar toestand van voor 1660 en er is geen enkele aanwijzing dat Van de Velde de Oude voor die tijd in Engeland actief was.

## Herkomst
Het werk bevond zich waarschijnlijk vanaf einde 17de eeuw in de verzameling van de familie Worsley in Appuldurcombe op het eiland Wight. In 1806 kwam het door huwelijk in het bezit van de 1e graaf van Yarborough. In 1929 liet de 5e graaf van Yarborough het door veilinghuis Christie's veilen. De koper, kunsthandel Spink's in Londen, verkocht het kort daarna voor £273 door aan Bruce Ingram, die het datzelfde jaar nog schonk aan Sir James Caird voor het op te richten National Maritime Museum. Nog voordat dit museum officieel opgericht was, werd het tentoongesteld in de Naval Gallery van het Royal Navy College in Greenwich. De eerste directeur van het National Maritime Museum, Geoffrey Callender, publiceerde in 1930 een monografie over het schilderij.